# 豬腳薑

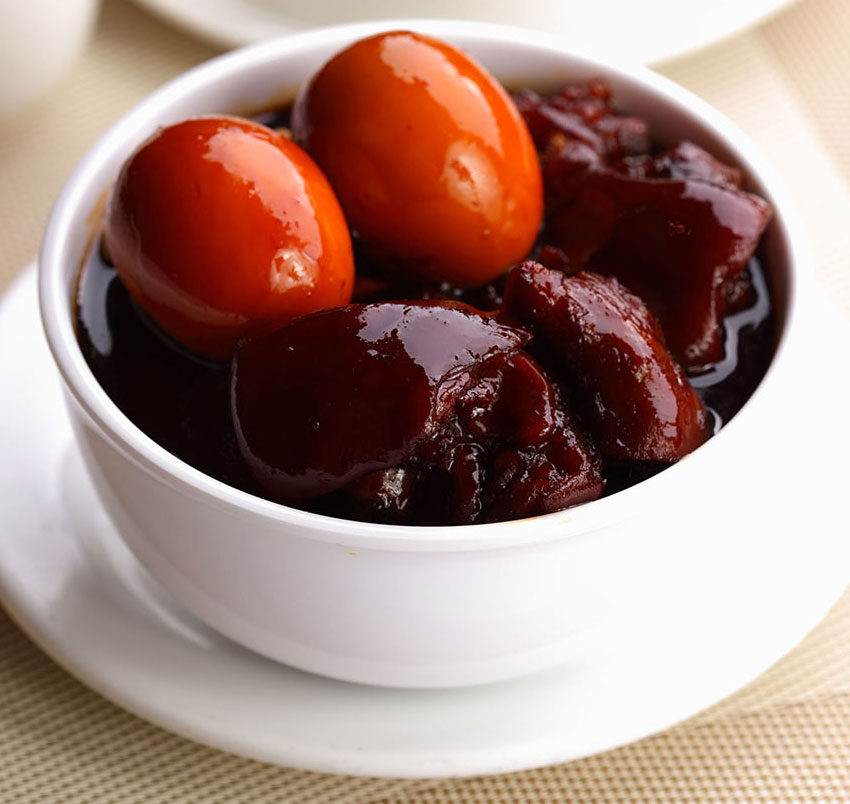
豬腳薑

豬腳薑，又稱豬腳薑醋或薑醋，是廣東的一種食品，材料包括薑，甜醋，蛋及豬腳。產後婦女在家休養至少四十天，俗稱坐月，藉休養生息，以補充流失養份。她們會吃豬腳薑以滋補強身。而在彌月宴席上， 豬腳薑也是不可缺少的菜式。

## 健康問題
豬腳薑的卡路里極高，不少人誤以為不吃豬腳，只吃「薑醋」便無問題。但原來大量由豬腳釋出的脂肪早已溶於薑醋內，僅僅豬腳薑醋汁一碗就有399卡路里，豬腳薑豬腳一隻也有130卡路里。